# الدوري الإيراني الدرجة الثانية 2010–11
الدوري الإيراني الدرجة الثانية 2010–11 هو موسم من الدوري الإيراني الدرجة الثانية. فاز فيه Esteghlal Jonoub Tehran S.C. ‏.